# Hans von Freden
Hans von Freden (Berlino, 18 marzo 1892 – Stettino, 30 ottobre 1919) è stato un militare e aviatore tedesco asso dell'aviazione durante la prima guerra mondiale accreditato di 20 vittorie aeree.

## Biografia
Hans von Freden nacque il 18 marzo 1892 a Berlino. Allo scoppio della prima guerra mondiale, si offrì volontario per servire nel 18º Reggimento di Artiglieria da campagna dell'esercito tedesco. Il 19 ottobre 1914 andò in battaglia. Nel marzo 1915 fu promosso a Vizewachmeister (Sottufficiale). Fu promosso A Leutnant il 30 luglio 1915. A partire dal gennaio 1916 comandò due batterie antiaeree, una dopo l'altra, fino al trasferimento al servizio di aviazione.

### Servizio in aviazione
Più tardi, nel 1916, Freden iniziò ad allenarsi come osservatore d'aereo con la FFA 48 (successivamente ribattezzata FA 10 il 2 agosto 1916). Mentre prestava servizio con loro, fu ferito il 24 agosto 1916. 
Freden si arruolò come pilota nel giugno 1917. Dopo il brevetto, fu inviato in Italia per unirsi alla Royal Prussian Jagdstaffel 1 il 27 novembre 1917. Iniziò la sua serie di vittorie aeree mentre vi era assegnato, quando abbatté un pallone da osservazione (o Pallone frenato) a Spresiano il 29 gennaio 1918. Ha proseguito la sua carriera come distruttore di palloni da osservazione abbattendone altri due, rispettivamente il 31 gennaio e il 5 febbraio. Il 18 marzo fu trasferito sul Fronte occidentale (1914-1918) per volare con la Jagdstaffel 72. Il 25 marzo, la Jasta 1 fu spostata sul fronte occidentale, e Freden si riunì a loro il giorno seguente. Il 9 giugno 1918 completa la sua carriera con la Jasta 1 con la sua quarta vittoria, contro un caccia Spad (Société Pour les Appareils Deperdussin. 
A partire dall'11 giugno 1918, assunse il comando del Royal Prussian Jagdstaffel 50. Ha ottenuto quattro vittorie nel mese di luglio. Durante le sue sei vittorie nel mese di settembre, vola con un Fokker D.VII, al quale ha disegnato il suo stemma di famiglia. Dopo aver già vinto entrambe le classi della Croce di Ferro, il 20 settembre Freden fu insignito della Croce di Cavaliere con Spade dell'Ordine di Hohenzollern. Ha segnato la sua 20ª e ultima vittoria, quella che lo ha qualificato per l'onorificenza Pour le Mérite, il 10 novembre, il giorno prima della fine della guerra. Il suo conteggio finale è stato nove palloni di osservazione e undici aerei nemici abbattuti

### La morte
Freden non sopravvisse a lungo alla guerra. Morì di influenza meno di un anno dopo, il 30 ottobre 1919, a Stettino.